# Tetraberlinia polyphylla
Tetraberlinia polyphylla là một loài thực vật có hoa trong họ Đậu. Loài này được (Harms) Voorh. miêu tả khoa học đầu tiên.